# Cmentarz żydowski w Siemczynie
Cmentarz żydowski w Siemczynie – kirkut został założony w północnej części wsi, przy polnej drodze prowadzącej do Piaseczna (Blumenwerder), a dalej przez Rzepowo (Reppow) do Warniłęgu. Kirkut zajmował teren około 0,5 ha. Otaczało go kamienne ogrodzenie, a jego teren porośnięty był trawą oraz drzewami. Około 1815 roku zaprzestano na nim pochówków, ponieważ gmina żydowska we wsi przestała istnieć. Znajdujące się na tym kirkucie macewy z nieznanych powodów zostały na przełomie lat 1929/1930 przeniesione na teren kirkutu w Czaplinku, o czym świadczą odnalezione w tym mieście macewy.
Na miejscu kirkutu w Siemczynie pod koniec lat 20. XX wieku zostały zbudowane domy mieszkalne. Dwa z nich należały do pana Scheibe z Berlina.
Z czasem działka, na której znajdował się kirkut została sprzedana. Mieszcząca się tu łąka nazywana jest „Żydowską Górką” (niem. „Judenberg”).